# William Control
William Control fue un proyecto de música electrónica estadounidense fundado en 2008 en Seattle, Washington. Fue el proyecto paralelo de William Francis de Aiden antes del hiato de Aiden, y ahora opera como William Control a tiempo completo. Por lo tanto, William Control se refiere a la banda como un todo ya Francis como su nombre artístico. Francis firmó con Victory Records antes de lanzar su propio sello independiente Control Records y, como William Control, lanzó cuatro álbumes completos (Hate Culture, Noir, Silentium Amoris y The Neuromancer), y un EP (Novus Ordo Seclorum) Dos discos acústicos (Skeleton Strings y Skeleton Strings 2), dos DVD en vivo (Live In London Town y Babylon) y un remix EP (Remix). El primer EP (The Pale) del quinto álbum de estudio Revelations fue lanzado el 14 de octubre de 2016. Este álbum se dividirá en 4 EP separadas liberadas durante un período de meses en lugar de un solo lanzamiento. El segundo EP The Black siguió el 17 de febrero de 2017. Desde que The Neuromancer Francis se ha referido a su banda como 'The Neuromantic Boys', y los 'Boys' consisten en Kenneth Fletcher (que ha sido parte del proyecto William Control desde Hate Culture), Ian MacWilliams y Ben Tourkantonis.  William Control anunció su retiro de la música / gira en octubre de 2017, afirmando que se iba a concentrar en sus negocios de ropa y Control Records.

## Historia

### 2008
El álbum debut de William Control, Hate Culture, fue lanzado en 2008, y es, según un Kerrang! La historia de un personaje llamado William Control y su última noche en la tierra antes de suicidarse. Hate Culture alcanzó el puesto número 12 en la lista de álbumes electrónicos Billboard y el número 43 en la lista de Heatseekers.  La banda lanzó un video para "Beautiful Loser", el único sencillo del álbum, y luego gira con Escape The Fate en su gira This War Is Ours a finales de 2008. Su debut en vivo fue en Revolution in The Bronx , Nueva York, el 26 de septiembre de 2008.

### 2009-2010
En 2009, Control comenzó a trabajar en un nuevo álbum de William Control, titulado Noir y esto eventualmente surgió el 8 de junio de 2010. Invitó a sus amigos (incluyendo a Ash Costello de la banda de rock del Condado de Orange New Years Day y Jeffree Star) y los fanes a venir al estudio y grabar voces para parte del álbum. Aunque no apareció en Noir, un video teaser para la canción Deathclub (una canción que sólo se ha lanzado como remix y aún no se ha escuchado en su forma original) fue lanzado en los sitios de redes sociales de Control. La pista original es en realidad una salida de las sesiones de Hate Culture, El único sencillo de Noir fue I'm Only Human Sometimes. Más tarde, en 2010, Control lanzó una serie de canciones de palabras habladas a través de iTunes, todas las obras de Edgar Allan Poe. Estos fueron: Eleonora (13 de julio), The Tell-Tale Heart, The Oval Portrait (15 de octubre) y The Raven (30 de octubre).
La banda apoyo a Black Veil Brides en su Entertainment Or Death Tour.  Poco después del lanzamiento de Noir, William Control dejó Victory Records, y fundó su propia compañía discográfica, Control Records, con sede cerca de Seattle, Washington. Ahora graba toda su música bajo esta etiqueta.

### 2011
El 29 de noviembre de 2011 se anunció un nuevo EP de cinco pistas titulado Novus Ordo Seclorum. En el mismo día, Control publicó un segundo libro, Prose + Poems, después de haber publicado Flowers & Filth con Lisa Johnson.

### 2012
El 26 de enero de 2012, Control anunció que el tercer álbum de larga duración de la banda sería lanzado el 2 de abril de 2012, y llamado Silentium Amoris. Se presentaron en el the Fight To Unite US Tour, con Brokencyde y Blood on the Dance Floor en abril y mayo de 2012.  En junio de 2012, William Control encabezó su propio New Faith Tour, tocando espectáculos en el Reino Unido, los Países Bajos y Francia. Durante este viaje, también encabezaron la etapa de Red Bull en Donington 's Download Festival.  Un video musical para el único sencillo de Silentium Amoris, Kiss Me Judas, fue lanzado el 26 de junio de 2012 en YouTube.
En agosto y septiembre de 2012, William Control filmó su primer DVD en vivo, Live in London Town, dirigido por Tim Bullock y producido por A Glass Half. La película cuenta con un show en vivo, rodado en el O2 Academy Islington, así como detrás de escenas de metraje y entrevistas de otras dos fechas. El DVD de veinte pistas fue lanzado en enero de 2013, con una nueva y previamente inédita veintiuna canción, Speak to Me of Abduction, sobre los créditos finales.
Octubre y noviembre de 2012 apoyaron a la banda The Birthday Massacre en su tour por Estados Unidos, Junto a Aesthetic Perfection.

### 2013
William Control apareció como invitado especial en The Church Of The Wild Ones US Tour con Black Veil Brides a principios de 2013. Control también protagonizó la película Legion of the Black, una película basada en el álbum Black Veil Brides Wretched and Divine. En marzo de 2013, Control pidió a los aficionados donaciones para ayudar a financiar su estudio de grabación en casa, Hell's Half Acre. Más tarde lanzó el álbum acústico Skeleton Strings, compuesto por 9 temas originales y versiones, entre ellos Noir and HIM's "The Funeral of Hearts". En noviembre del mismo año, William Control encabezó he Friday night at Whitby Goth Weekend Después de ser el soporte de slot at the festival en abril
El 1 de octubre de 2013, Control anunció que el próximo álbum de estudio se llamaría The Neuromancer, y que debía lanzarse a principios de diciembre de 2013, justo antes del inicio de la gira de Estados Unidos en el Revel Without A Cause Tour   Además, Control anunció que su libro Revelator Book One: The Neuromancer sería enviado antes de lo esperado y probablemente dentro de las primeras dos semanas del mes. El libro se vendió inicialmente exclusivamente a través de pre-pedido, en una cantidad limitada de 500. Sin embargo, los pre-pedidos se vendieron tan rápidamente que se pusieron a disposición unas 100 copias adicionales poco después. Ahora está disponible varias fuentes tanto como un libro de bolsillo y digital.

### 2014
The Neuromancer fue lanzado finalmente el 14 de abril del 2014. y se lanzaron dos sencillos del álbum Revelator y Price We Pay.  En la primavera de 2014, y de nuevo de octubre a diciembre de 2014, William Control apoyó la banda de aggrotech Combichrist tanto en las piernas americanas y europeas de su gira We Love You Tour En abril de 2014, mientras que en esta gira, la banda grabó un DVD en vivo en Bar Sinister en Hollywood. Este DVD fue lanzado como Babylon, e incluyó a Andy Biersack de Black Veil Brides y Ash Costello de New Years Day. Una vez más, este DVD fue dirigido por Tim Bullock y producido por A Glass Half William Control Dio una gira por el Reino Unido, titulada The Punishment Tour, en agosto de 2014, con el apoyo de Ashestoangels y Bad Pollyanna. Una aparición en Alt-Fest 2014 fue originalmente parte de esta gira, pero el festival fue cancelado.
En noviembre de 2014 vio el lanzamiento de Revelator Book Two: The Hate Culture. Esto fue otra vez inicialmente a través de la propia página web de Control, pero ahora también está disponible tanto en bolsillo como digitalmente de varias fuentes. Un segundo álbum acústico, Skeleton Strings 2 se lanzó en diciembre.
Fue alrededor de esta época que se lanzó el nuevo logotipo de William Control de terciopelo rosa, inspirado en las letras de Adore (Fall In Love Forever), fuera de The Neuromancer. Ha aparecido en varias formas en los lanzamientos y mercancías desde entonces.
Un álbum de remixes de pistas de William Control (Remix) también fue puesto a disposición, como una descarga gratuita a través de NoiseTrade.

### 2015
A comienzos de 2015, Control anunció que estaba iniciando su propio negocio de serigrafía, Control Merch, para darle libertad creativa sobre su propia mercancía. Esto fue inicialmente en un estudio alquilado, pero a principios de 2016 compró su propia tienda, lo que permite la expansión de la empresa. También lanzó la marca Submit Clothing.
The Punishment Tour parte 2 se llevó a cabo en abril de 2015 (Reino Unido) y mayo-junio de 2015 (EE. UU.) El apoyo vino de Ashestoangels en el Reino Unido y Requiem y Justin Symbol en los EE. UU. La banda una vez más se presentó en el Whitby Goth Weekend, esta vez en la noche de domingo, jugando antes de The Damned. La banda hizo un show en vivo de 2015 en el Aftermath Festival de Toronto en agosto de 2015.

### 2016
Control comenzó a provocar a los aficionados con fragmentos de música nueva del 5.º álbum de estudio en videoclips de Instagram, Facebook, etc., trabajando en el álbum con Kenneth Fletcher y Axel Otero de Lay Your Ghost en su estudio casero en primavera / verano de 2016. Se embarcó en una gira acústica de solo 5 fechas del Reino Unido (The Skeleton Strings Tour) en julio de 2016, apoyado por Crilly of Ashestoangels, y la banda completa regresó al Reino Unido en septiembre de 2016 para el 10 Synths And Sinners Tour.  The Monster, el primer sencillo de The Pale EP (el primero de cuatro que componen el álbum Revelations) fue lanzado como un video de YouTube el 5 de septiembre, y las pre-órdenes para el EP a través del sitio de Control Merch comenzaron en septiembre 22, con pre-pedidos de iTunes a partir del día siguiente. Varias fechas de Estados Unidos para octubre y noviembre de 2016 fueron luego anunciadas, después de la gira completa planeada de EE. UU. cayó a través de, incluyendo una actuación en JBTV. The Pale, completado por las canciones Confess, When The Love Is Pain y Mother Superior, recibió su lanzamiento completo el 14 de octubre de 2016. Un video para Confess, filmado por Fletcher en Edimburgo, Escocia durante el Synths And Sinners Tour, 26, al igual que un video para When The Love Is Pain el 12 de noviembre. The Pale alcanzó el número uno en la lista de álbumes Billboard Dance / Electronic y Heatseekers. En la primavera de 2016 se reveló que una trilogía de películas debía hacerse a partir de los tres libros de Revelator.  En noviembre de 2016 aparecieron posts en las cuentas de Social Media de Control sobre el tercer libro de la trilogía Revelator, Revelator Book Three: The Hell Of Heaven. Los pedidos previos para la primera edición salieron a la venta el 2 de diciembre y se agotaron en un día.

### 2017
El vídeo musical para la canción The Mother Superior la pista final de The Pale, fue filmado en Seattle y lanzado el 25 de enero de 2017. La banda luego jugó varios espectáculos de titulares estadounidenses bajo el título de Synths & Sinners Tour, antes de embarcarse en Andy Black de Black Veil Brides's Homecoming: The Curtain Call Tour como el acto de apoyo principal. Esto cubrió partes de los Estados Unidos y de Canadá, y continuó de principios de febrero a principios de marzo, terminando en Pomona, California el 3.º.
El video de la primera canción de Revelations: The Black, Analog Flesh In A Digital World, fue lanzado el 10 de febrero de 2017 y el EP siguió el 17 de febrero. Las órdenes previas para este último comenzaron a través del sitio de Control Merch el 5 de febrero, el EP Fue el número uno en la cartelera de Billboard Dance / Electronic y la carta de álbum de Heatseekers. En abril de 2017, la banda completó una gira europea de apoyo a la Banda Aesthetic Perfection.

## Acusaciones de abuso Sexual y  Abuso Financiero
En junio de 2018, Wil Francis (alias William Control) fue acusado de acicalar a niñas menores de edad y aprovecharse de las fanáticas más jóvenes en un "culto sexual" BDSM, con denuncias que incluyen violaciones de consentimiento, abuso financiero y ordenar a los fanáticos que se hagan tatuajes. iniciales al lado de sus genitales.
El 4 de junio de 2018, Control anunció el próximo lanzamiento de un LP Revelations completo que combinaría todas las canciones EP anteriores en un solo álbum, junto con dos nuevas canciones. Sin embargo, la controversia ocurrió cuando Control enfrentó acusaciones de crear un "culto sexual" que incluía abuso sexual, violación, extorsión, arreglo de niñas menores de edad y el tatuaje de su nombre e iniciales en los genitales de las niñas como una forma de "marca". Ante las acusaciones, el 8 de junio Control anunció la cancelación del lanzamiento del álbum y el cierre de Control Records para evitar afectar a otros artistas en la etiqueta. Varios artistas que habían sido contratados recientemente para Control Records anunciaron su partida a raíz de las acusaciones, con Daniel Graves de Aesthetic Perfection anunciando que volvería a lanzar su colaboración "Rhythm + Control" con la voz de Control eliminada y el 100% del ingresos por los primeros 6 meses donados a Planned Parenthood.

## Miembros de la Banda
- William Roy Francis (William Control) - voz principal, piano, guitarra acústica, teclados, sintetizadores, producción (2008-2017).

### The Neuromantic Boys
Los muchachos consiguieron su nombre de letras de la pista Revelator, de The Neuromancer.
- Crilly Ashes - sintetizadores, teclados (2014 (UK Tour), 2017-presente (European Tour, Vans Warped Tour 2017)
- Ian MacWilliams - teclados, sintetizadores (2013-2017), coros.
- Ben Tourkantonis - batería, percusión (2014-2017).[45][46][47]
- Kenneth Fletcher - guitarra (2008-2017), bajo, coros (2012-2017), sintetizadores.

### Miembros anteriores
- Nick Wiggins - bajo, coros (2008-2012)
- Keef West - batería, percusión (2012)
- Philip Kross - bajo, coros (2012)

## Discografía
Álbumes de estudio
- Hate Culture (2008) (Victory Records)
- Noir (2010) (Victory Records)
- Silentium Amoris (2012) (Control Records)
- The Neuromancer (2014) (Control Records)

### EPs
- Novus Ordo Seclorum (2011) (Control Records)
- The Pale EP (2016) (Control Records)
- The Black EP (2017) (Control Records)
- The Red EP (2017) (Control Records)
- The White EP (2017) (Control Records)

### Álbumes acústicos
- Skeleton Strings (2013) (Control Records) (Descarga Gratis en Noistrade)[48]
- Skeleton Strings 2 (2014) (Control Records)

### Álbumes Remixes
- Remix (2014) (Control Records)

### Álbumes en vivo
- Live in London Town (2012) (Digital Audio - DVD) (Control Records)
- Babylon (2014) (Digital Audio - DVD) (Control Records)

### Sencillos
- "Beautiful Loser" (2008) (Hate Culture)
- "I'm Only Human Sometimes" (2010) (Noir)
- "Kiss Me Judas" (2012) (Silentium Amoris)
- "Revelator" (2014) (The Neuromancer)
- "Price We Pay" (2014) (The Neuromancer)
- "The Monster" (2016) (The Pale EP)
- "Confess" (2016) (The Pale EP)
- "When the Love Is Pain" (2016) (The Pale EP)
- "Mother Superior" (2017) (The Pale EP)
- "Analog Flesh in a Digital World" (2017) (The Black EP)
- "Ghost" (2018) (The White EP)

### Videos musicales
- "Beautiful Loser" (2008)
- "Deathclub" (2009)
- "I'm Only Human Sometimes" (2010)
- "Kiss Me Judas" (2012)
- "Speak to Me of Abduction" (2012)
- "The Velvet Warms and Binds" (2013)
- "New World Order" (Live) (2013)
- "Revelator" (2014)
- "Price We Pay" (2014)
- "Illuminator" lyric video (2014)
- "The Monster" (2016)
- "Confess" (2016)
- "When the Love Is Pain" (2016)
- "Mother Superior" (2017)
- "Analog Flesh in a Digital World" (2017)
- "All i Need" (2017)
- "Knife Play" (2017)
- "Let Her Go" (2017)
- "Ghost" (Vídeo Lírico) (2017)

### Contribuciones en Bandas Sonoras
- Saw V (2008) - "Strangers"
- Underworld: Rise of the Lycans (2009) - "Deathclub" (featuring Matt Skiba) (Wes Borland/Renholdër Remix)
- Underworld: Awakening (2012) - "The Posthumous Letter"
- Fucking Mystic (2014) - "Adore (Fall in Love Forever)"

## Colaboraciones

### Apariciones Especiales
- To Feel the Rain de On the Last Day, del EP Wars Like Whispers (2005) (como Wil Francis)[51]
- Bleeds No More (live) de Silverstein, En su compilación 18 Candles: The Early Years (2006) (como Wil Francis)[52]
- Box Full of Sharp Objects (live) de The Used, Durante el Taste Of Chaos 2007 (2007) (como Wil Francis)[53]
- Bleeding Rain de Vampires Everywhere!, Del Álbum Kiss the Sun Goodbye (2011)[54]
- Now That You're Dead de The Used, Del Álbum Vulnerable (2012)[55]
- We Join Forces de Mister Underground (2012)[56]
- Voz de F.E.A.R. en el Álbum Wretched and Divine: The Story of the Wild Ones, de Black Veil Brides (2013)[57]
- Bury A Legend de One Last Shot, en el álbum Bastards of the Plague (2013)[58]
- Pure Fucking Evil de Blood on the Dance Floor, en el álbum Bitchcraft (2014)[59]
- Neon In The Dance Halls y City Falls To Dust' de Fearless Vampire Killers, en el Álbum Unbreakable Hearts (2014)[60]
- Living Hell de Ashestoangels, del álbum Horror Cult[61]

## Trabajos de Producción
- The EP Revenge (2011) de la Banda de Seattle Girl On Fire.[62]
- EPs The Ghost (2011) y Through The Rain (2011) de To Paint The Sky (como Wil Francis).[63]
- En el Álbum I Tried To Make You Immortal, You Tried To Make Me A KILLER (2012) de A Midnight Tragedy.[64]
- El Álbum Mile End (2013) by Stupe-iT.[65]
- En Los Álbumes con Tape And Needles (2013), Horror Cult (2014) y How To Bleed (2016) de Ashestoangels.[66][67]
- El Álbum Unbreakable Hearts (2014) de Fearless Vampire Killers.[68]

## Tours

### Titular
- Noir Tour - UK (Julio/agosto 2010) William Control con Mavricz y Octane Ok[69]
- Live In London - UK (agosto/septiembre 2012) William Control con Obscure Pleasures y Ashestoangels[70]
- New Faith Tour - UK (mayo/junio 2012) William Control con Fearless Vampire Killers y Obscure Pleasures[71]
- UK Headliner - UK (abril/mayo 2013) William Control con AlterRed[72]
- Revel Without A Cause Tour - US (2013) William Control con Fearless Vampire Killers y Davey Suicide
- The Punishment Tour - UK/Europe (agosto de 2014) William Control with Ashestoangels and Bad Pollyanna[73]
- The Punishment Tour - UK (abril de 2015) William Control con Ashestoangels
- The Punishment Tour - US (2015) William Control con Réquiem y Justin Symbol[74]
- The Skeleton Strings Tour - UK (July 2016) Acoustico William Control con Crilly Ashes
- The Synths And Sinners Tour - UK (2016) William Control con Bad Pollyanna, Pretty Addicted y As Sirens Fall
- The Synths And Sinners Tour - USA (octubre y noviembre de 2016) William Control con MXMS (Solo Fechas de noviembre)
- The Synths And Sinners Tour - USA (febrero de 2017) William Control con Palaye Royale

### Soportes/Festivales
- The War Is Ours Tour - US (2008) Escape The Fate con William Control
- Fight To Unite Tour - US (2012) Brokencyde, Blood on the Dance Floor y William Control
- Entertainment Or Death Tour - US (2010) Black Veil Brides con William Control y Motionless in White
- 3 de junio de 2012 - Melkweg, Powerfest[75]
- 10 de junio de 2012 - Donington Park, Download Festival
- The Birthday Massacre - US (2012) The Birthday Massacre con William Control y Aesthetic Perfection
- Church Of The Wild Ones Tour - US (2013) Black Veil Brides con William Control[76]
- 27 de abril de 2013 - Whitby Goth Weekend
- 1 de noviembre de 2013 - Whitby Goth Weekend
- We Love You Tour - US (2014) Combichrist con William Control y New Years Day
- We Love You Tour Part 2 - US (2014) Combichrist con William Control, Davey Suicide y Darksiderz
- We Love You Tour - Europe (2014) Combichrist con William Control
- 26 de abril de 2015 - Whitby Goth Weekend
- 27 de agosto de 2015 - Toronto, Aftermath Festival
- 30 de octubre de 2016 - supporting Prayers, Los Ángeles, Mayan Theater[77]
- Febrero 2017 Homecoming Tour: Curtain Call - US/Canadá (2017) Andy Black con William Control y Palaye Royale[78]
- Vans Warped Tour 2017 (Fechas desconocidas)[79]